# Jakowlewka (Kraj Nadmorski)
Jakowlewka (ros. Яковлевка) – wieś (sieło) w Rosji, w Kraju Nadmorskim, ośrodek administracyjny rejonu jakowlewskiego. W 2010 liczyła 4480 mieszkańców.